# Districtul Suttons Bay, Michigan
Districtul Suttons Bay, conform originalului Suttons Bay Township, este un district civil și sediul comitatului Leelanau, statul Michigan, Statele Unite ale Americii. Conform datelor recensământului din anul 2000, populația fusese de 2.982 de locuitori.
Satul omonim, Suttons Bay, se găsește pe teritoriul districtului. După referendul local din anul 2004, conform aprobării date de voturile exprimate, sediul comitatului a fost mutat într-o porțiune a secțiunii 19 din sud-vestul districtului, în apropierea centrului geografic al comitatului.

## Istoric
În 1854, Harry T. Sutton și echipa sa au construit o stație de alimentare cu lemn folosit ca și conbustibil pentru nave cu aburi.  Astfel, numele de familie Sutton a fost prima alegere, cauzând denumirea așezării ca Suttonsburg. Un nume folosit mai târziu a fost Pleasant City, dar în final denumirea actuală de Suttons Bay a fost adoptată.

## Geografie
Conform datelor furnizate de United States Census Bureau, comitatul are o suprafață totală de 108,47 km2 (sau 41.9 sqmi) dintre care 63,69 km2 (sau 24.6 sqmi), adică 58,68 %, este uscat, iar restul de 44,78 km2 (ori 17.3 sqmi), adică 41.32 %, este apă.

## Demografie
Conform datelor furnizate de recensământul din anul 2000 GR2, populația totală fusese de 2.982 de locuitori, care locuiau în 1.114 locuințe, respectiv fuseseră organizați în 834 de familii.  Densitatea populației, la aceeași dată, fusese de 46.8 locuitori/km² (sau de 121,2 locuitori/Milă pătrată/square mile).